# Ben Blair
Ben Blair er en amerikansk stumfilm fra 1916 af William Desmond Taylor.

## Medvirkende
- Dustin Farnum som Ben Blair
- Winifred Kingston som Florence Winthrop
- Herbert Standing som James Winthrop
- Lamar Johnstone som Scott Winthrop
- Virginia Foltz som Mrs. Scott Winthrop